# Дубище (Рожищенская городская община)
Дуби́ще (укр. Дубище) — посёлок в Рожищенской городской общине Луцкого района Волынской области Украины.

## История
Селение Волынской губернии Российской империи.
В ходе Великой Отечественной войны в 1941—1944 гг. было оккупировано немецкими войсками.
До 2020 года входил в Рожищенский район.